# 산탄

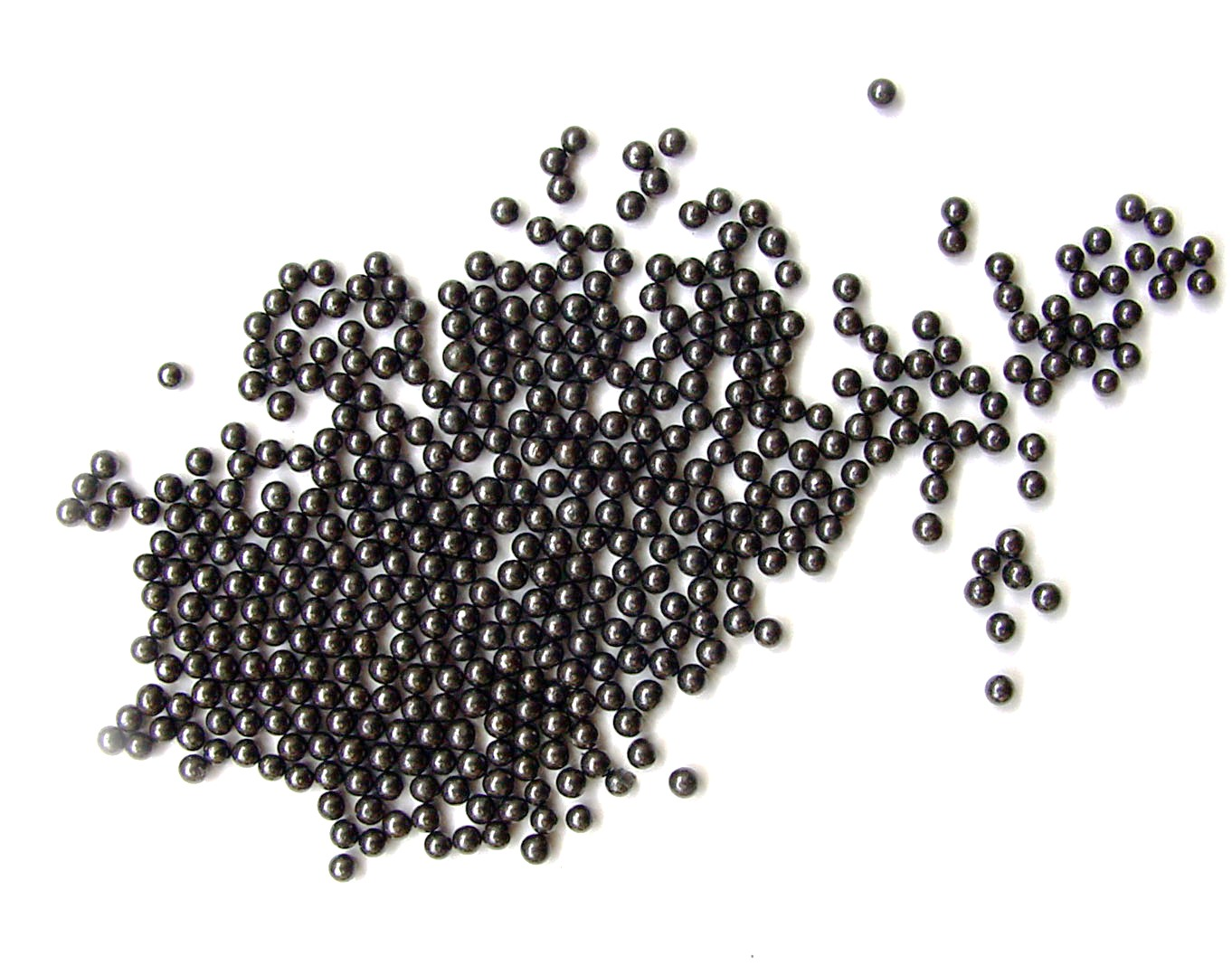

산탄(散彈, shot)은 잘고 작은 탄환 또는 연지탄을 많이 모아 발사하는 탄자이다. 사격하면 탄환들이 넓게 퍼지면서 한꺼번에 발사된다.
일반탄에 비해 사정거리와 관통력이 떨어지지만 탄이 확산되는 면 전체에 피해를 가할 수 있어 근거리에서 위력적이다. 산탄 발사에 특화된 총기를 산탄총이라 한다. 산탄은 나팔총이나 캐넌 따위 초기 화기에서부터 이미 인마살상용으로 애용되었다. 포도탄이 초기의 산탄이며, 이는 산탄을 금속제 깡통에 모아담는 캐니스터탄으로 발전했다. 오늘날 개인화기에 사용되는 소형 산탄 탄약은 셸이라는 약협을 사용하며 이는 근대의 캐니스터탄과 원리가 기본적으로 일치한다. 셸은 산탄 뿐 아니라 슬러그탄 같은 덩어리 납탄도 발사할 수 있다.

## 같이 보기
- 산탄총
- 슬러그탄
- 화살탄
- 버드샷
- 고무탄
- 드래곤 브레스탄